# Estadística de Fermi-Dirac

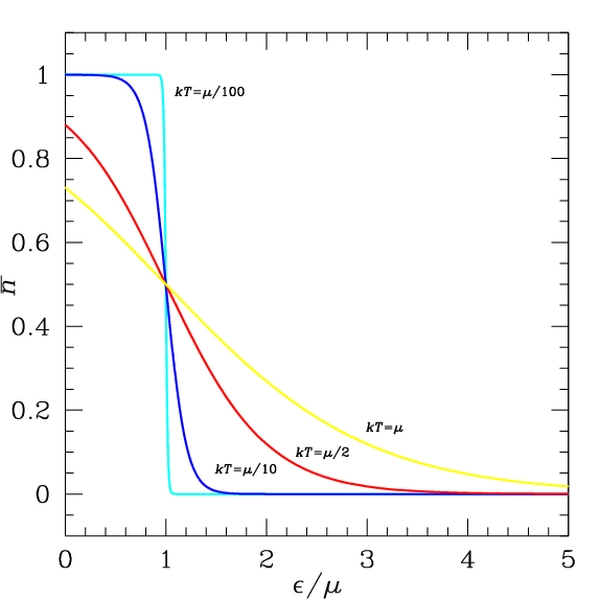
Distribució de Fermi-Dirac en funció de per quatre temperatures diferents.
Les corbes més suaus corresponen a les temperatures més altes.

En estadística de partícules, l'estadística Fermi-Dirac (o més col·loquialment estadística F-D) determina la distribució estadística d'un conjunt de fermions indistingibles en equilibri tèrmic sobre un conjunt d'estats d'energia.
Els fermions estan subjectes al principi d'exclusió de Pauli: un determinat estat quàntic pot estar ocupat per no més d'un fermió en cada instant de temps.
Matemàticament, això s'expressa dient que el nombre mitjà de fermions en un estat i {\displaystyle n_{i}} ve determinat per l'expressió
{\displaystyle n_{i}={\frac {g_{i}}{e^{(\varepsilon _{i}-\mu )/kT}+1}}}
on {\displaystyle \varepsilon _{i}\geq \mu } i:
{\displaystyle g_{i}} és la degeneració de l'estat i
{\displaystyle \varepsilon _{i}} és l'energia de l'estat i
{\displaystyle \mu } és el potencial químic del sistema
{\displaystyle k_{B}} és la constant de Boltzmann
{\displaystyle T} és la temperatura absoluta
Aquesta expressió es redueix a la corresponent a l'estadística de Maxwell-Boltzmann per a energies grans ({\displaystyle \varepsilon _{i}-\mu \gg k_{B}T}).
A baixes temperatures {\displaystyle T}, un sistema de {\displaystyle N} fermions tendirà a omplir els {\displaystyle N} estats de menor energia. A {\displaystyle T=0}, parlem de mar de Fermi per referir-nos al conjunt de nivells energètics ocupats. El(s) darrer(s) estats ocupats
tindran una energia {\displaystyle E_{F}} que s'anomena 'energia de Fermi'. Anàlogament, anomenem superfície de Fermi el conjunt d'estats l'energia dels quals és igual a {\displaystyle E_{F}}. Per exemple, en el cas d'un sistema homogeni de fermions no interaccionants, a {\displaystyle T=0} els estats ocupats són els estats amb moment {\displaystyle {\vec {p}}} tal que {\displaystyle p=|{\vec {p}}|\leq p_{F}}, on {\displaystyle p_{F}} és el moment de Fermi, i {\displaystyle E_{F}=\hbar ^{2}p_{F}^{2}/(2m)}, essent {\displaystyle m} la massa dels fermions.
L'estadísitca de Fermi-Dirac va ser introduïda el 1926 per Enrico Fermi, i posteriorment redescoberta independentment per P. A. M. Dirac, per comprendre com els electrons ocupaven els estats energètics atòmics d'acord amb la nova teoria quàntica. A partir d'aquests treballs va ser possible comprendre des d'un punt de vista fonamental l'estructura de la taula periòdica dels elements.